# Fred Brathwaite
Fredrick „Fred“ Brathwaite (* 24. November 1972 in Ottawa, Ontario) ist ein ehemaliger kanadischer Eishockeytorwart und derzeitiger -trainer, der im Verlauf seiner aktiven Karriere zwischen 1989 und 2012 unter anderem 255 Spiele für die Edmonton Oilers, Calgary Flames, St. Louis Blues und Columbus Blue Jackets in der National Hockey League sowie 216 Spiele für die Adler Mannheim in der Deutschen Eishockey Liga bestritten hat. Seit 2021 ist er als Torwarttrainer der Henderson Silver Knights aus der American Hockey League tätig.

## Karriere
Brathwaite, dessen Eltern aus Barbados stammen, begann seine Profilaufbahn zur Saison 1989/90 bei den Oshawa Generals in der Ontario Hockey League, wo er bis einschließlich der Spielzeit 1991/92 auf dem Eis stand. Außerdem absolvierte der Linksfänger in dieser Saison auch einige Spiele für die London Knights, die ebenfalls in der OHL aktiv waren. In der Saison 1992/93 lief Brathwaite dann bei den Detroit Junior Red Wings auf, ehe er 1993/94 zum Franchise der Edmonton Oilers wechselte.

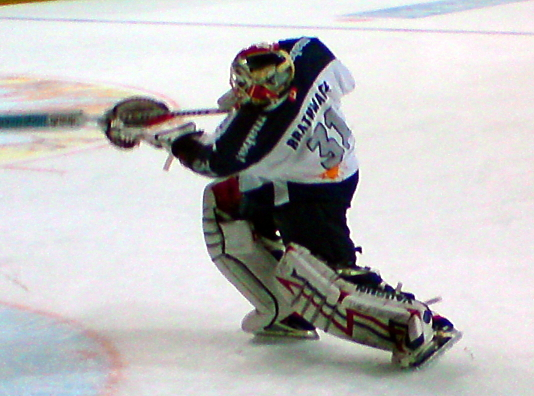
Fred Brathwaite (2009)

Dort absolvierte der Kanadier zwei Spiele für die damals in der American Hockey League (AHL) aktiven Cape Breton Oilers, jedoch kam er in dieser Saison auch zu 19 Spielen für das NHL-Team der Oilers. In der Saison 1995/96 absolvierte der Torhüter wiederum Spiele in der AHL für Cape Breton und in der NHL für die Edmonton Oilers, bevor er schließlich zwischen 1996 und 1998 für die Manitoba Moose in der International Hockey League auflief. In der Spielzeit 1998/99 spielte Brathwaite erstmals für eine kanadische Auswahlmannschaft, ehe er sich zu einem Wechsel zu den Calgary Flames entschied. Dort konnte der Schlussmann die Saison dann mit beachtlichen 31 NHL-Spielen beenden, in der Saison 1999/00 gelang ihm dann, abgesehen von zwei Einsätzen bei den Saint John Flames in der AHL, der Durchbruch in der NHL. Für die Calgary Flames absolvierte der Kanadier 61 Spiele, 2000/01 absolvierte Brathwaite nochmals 49 NHL-Spiele für Calgary, wechselte dann jedoch zu den St. Louis Blues, für die er jedoch nur noch selten in der höchsten nordamerikanischen Profiliga auf dem Eis stand. Auch bei den Columbus Blue Jackets kam der Goalie nicht über die Rolle des Ersatzmanns hinaus und erhielt nur 21 Einsätze, außerdem konnte er drei Einsätze bei der Syracuse Crunch aus der AHL für sich verbuchen. Während des Lockouts in der NHL-Saison 2004/05 spielte Fred Brathwaite bei Ak Bars Kasan in der russischen Superliga und entschied sich schließlich nach Ende des Streiks  gegen eine Rückkehr in die NHL und spielte weiterhin in Kasan. 2006 kehrte der Kanadier nach Nordamerika zurück, wo er zunächst in der AHL für Chicago Wolves spielte. Auch die Saison 2007/08 begann Brathwaite in Chicago, ehe er sich zu einer Rückkehr nach Russland, diesmal zu HK Awangard Omsk, entschied.
Von 2008 bis 2012 stand Fred Brathwaite bei den Adler Mannheim aus der Deutschen Eishockey Liga unter Vertrag. Ende Februar 2009 wurde der Goalie von den Trainern und Managern der DEL-Klubs sowie von den Journalisten zu Deutschlands Eishockey-Spieler des Jahres 2008/09 gewählt. Des Weiteren zeichnete ihn die Fachzeitschrift Eishockey News zum Torhüter des Jahres 2008/09 aus.
Nach seiner Spielerlaufbahn wurde Brathwaite Torwarttrainer bei der Mannschaft aus Mannheim und arbeitete für den kanadischen Eishockeyverband Hockey Canada als Berater für Torhüterbelange. Im Sommer 2014 beendete er sein Engagement in Mannheim und fungierte ausschließlich als Torwarttrainer der kanadischen U-Nationalteams. Im Sommer 2017 wurde er als Torwarttrainer der New York Islanders aus der NHL angestellt, hatte diese Funktion jedoch nur eine Spielzeit lang inne. Im Januar 2021 wurde er ebenfalls als Torwarttrainer von den neu gegründeten Henderson Silver Knights aus der AHL verpflichtet.

### International
Mit der kanadischen Nationalmannschaft bestritt Fred Brathwaite die Weltmeisterschaften 1999,  2000 und 2001. Eine Medaille konnte er dabei nicht gewinnen.

## Erfolge und Auszeichnungen
| - 1990 J.-Ross-Robertson-Cup-Gewinn mit den Oshawa Generals - 1990 Memorial-Cup-Gewinn mit den Oshawa Generals - 2006 Bester Torwart der russischen Superliga | - 2006 Russischer Meister mit Ak Bars Kasan - 2009 Teilnahme am DEL All-Star Game - 2009 DEL-Spieler des Jahres |

## NHL-Statistik
(Legende zur Torhüterstatistik: GP oder Sp = Spiele insgesamt; W oder S = Siege; L oder N = Niederlagen; T oder U oder OT = Unentschieden oder Overtime- bzw. Shootout-Niederlage; Min. = Minuten; SOG oder SaT = Schüsse aufs Tor; GA oder GT = Gegentore; SO = Shutouts; GAA oder GTS = Gegentorschnitt; Sv% oder SVS% = Fangquote; EN = Empty Net Goal; 1 Play-downs/Relegation; Kursiv: Statistik nicht vollständig)